# Джек (птах)
Джек (Chlamydotis undulata) — вид птахів з роду Chlamydotis дрохвових (Otididae). Інші назви «джек», «північноафриканський джек», «дрохва-красуня».

## Опис
Невелика витончена дрохва. Самець (довжина тіла 65-75 см, розмах крил 155 см, маса до 3,2 кг) значно більший за самиці (довжина тіла 55-65 см, розмах крил 140 см, маса 1,2—1,7 кг). Виділяються великі очі зі світло-жовтою радужина. Для самця характерні «чуб» на тімені і чорно-білий «комір» на шиї, у самиці чуб і комір слабко виражені. Першорядних махових пір'їв — 10, стернових — 20.
У польоті характерні глибокі і повільні помахи довгих вузьких крил, чорні поля на крилах мають велику площу, ніж білі (на відміну від дрохви і стрепета). Голова, задня частина шиї, верх тулуба і крил пісочний з сіруватим відтінком, з бурими плямами і струйчатим малюнком. Нижня сторона шиї і черево білого забарвлення. Хвіст з 3 поперечними бурими смугами. Дзьоб світло-бурий, ноги світло-або оливково-сірі. У молодих птахів зверху розвинені охристі плями, пір'я майже не розвинені.

## Спосіб життя

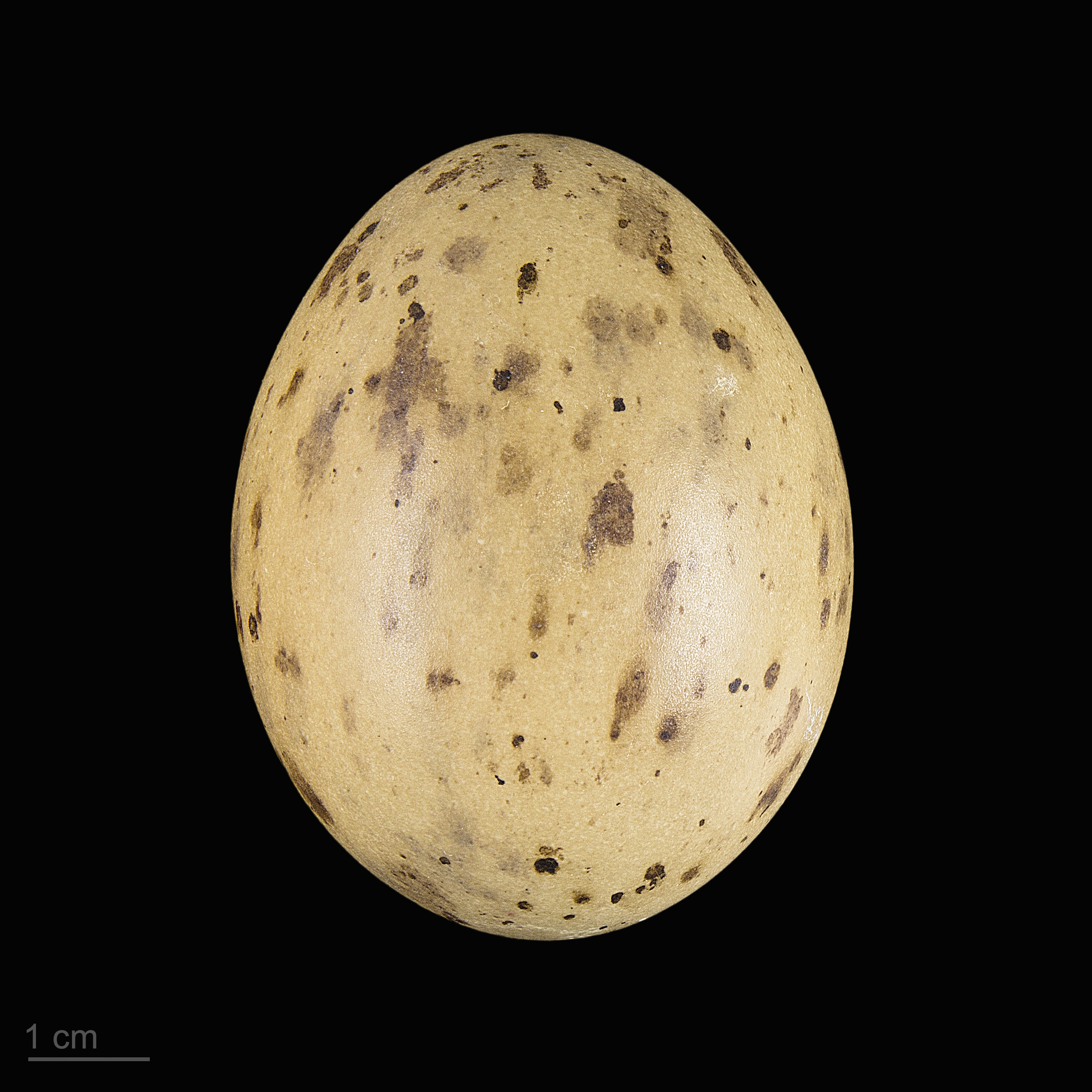
Яйце джека в оологічній колекції, Тулузький музей

Воліє до зони пустель та напівпустель. Зазвичай намагається заздалегідь втекти від небезпеки. Злітає неохоче і летить низько над землею, рідко і глибоко змахуючи крилами. Голоси дорослого птаха ніхто не чув. Поїдає різних комах, особливо жуків, скорпіонів, фаланг, насіння та цибулини рослин. У другій половині літа особливо багато поїдає саранових, якими годуються і пташенята. Водопоїв не потребує.
Для самця характерне складне токування з химерними позами і зигзагоподібними пробіжками. Під час токування хвіст розпущений, підняті прикрашають пір'я на голові і шиї. Статевої зрілості досягає у віці близько 2 років. Для гніздування воліє глинясті і щебнисті полинно-солянкові пустелі, а в піщаних концентрується зазвичай на кромці пісків (назва джек походить від «жієк» — окраїна). Гніздиться окремими парами, в кладці 2—3 яйця (рідше 4—5 яєць), інкубація триває 23—28 днів. Пташенята набувають здатність до польоту в місячному віці. До осені виводки об'єднуються в невеликі зграї.
Линяння з гніздового вбрання починається незабаром після підйому птахів на крило у віці 30-32 днів, зазвичай в липні. Завершується линяння перед початком осінньої міграції, у вересні-жовтні.

## Поширення
Дуже рідкісний птах, що знаходиться під загрозою зникнення вид, чисельність якого швидко скорочується. Розповсюджений від Мавританії до Єгипту і Судану. Трапляється також на Канарських островах. Перелітний птах на Близькому Сході та Ірані.
Основними природними ворогами джека є лисиця, корсак, степовий кіт і деякі хижі птахи, які частіше нападають на пташенят і молодих птахів. Проте основними причинами різкого і неухильного скорочення чисельності є інтенсивне освоєння людиною місць проживання джеків і полювання на місцях зимівель.

## Підвиди
- Chlamydotis undulata undulata Jacquin, 1784
- Chlamydotis undulata fuertaventurae Rothschild & Hartert, 1894 — ендемік Канарських островів.